# 陳嘉謨 (嘉靖進士)
陳嘉謨（1521年—1603年），字世顯，號蒙山，江西廬陵縣人，民籍，明朝政治人物。

## 生平
嘉靖二十五年（1546年）丙午科江西鄉試第十七名舉人，嘉靖二十六年（1547年）丁未科会试第一百九十九名，三甲進士。工部觀政，初授庐州府推官，三十三年正月选授户科給事中，丁母忧归。服阕，復除吏科给事中，四十年闰五月升本科右，十月升兵科左，因不附嚴嵩遭外放，四十一年十月遷四川副使，歷升湖廣右參政，乞休歸。卒年八十三

## 著作
專用力于學，與王時槐闡明良知之說。有《念初堂集》。

## 家族
曾祖陳頴；祖父陳恒銛，壽官；父陳汶，母劉氏（1495年-1553年），封孺人。重庆下。弟嘉訓、嘉謀。子陳希元，举人、知县。